# Baksjön (Vilhelmina socken, Lappland, 715111-156225)
Baksjön är en sjö i Vilhelmina kommun i Lappland och ingår i Ångermanälvens huvudavrinningsområde. Sjön har en area på 0,565 kvadratkilometer och ligger 345,8 meter över havet.

## Delavrinningsområde
Baksjön ingår i det delavrinningsområde (715100-156291) som SMHI kallar för Utloppet av Baksjön. Medelhöjden är 349 meter över havet och ytan är 2,28 kvadratkilometer. Det finns inga avrinningsområden uppströms utan avrinningsområdet är högsta punkten. Vattendraget som avvattnar avrinningsområdet har biflödesordning 3, vilket innebär att vattnet flödar genom totalt 3 vattendrag innan det når havet efter 245 kilometer. Avrinningsområdet består mestadels av skog (59 procent) och sankmarker (16 procent). Avrinningsområdet har 0,57 kvadratkilometer vattenytor vilket ger det en sjöprocent på 24,8 procent.